# Варьяни
Варьяни (греч. Βάργιανη) — деревня в Греции. Деревня находится на северо-западных склонах Парнаса. 
Этимология его имени происходит от славянского (сосновый) бор на склоне горы — Боряни. Деревня является туристической достопримечательностью с красивой пещерой в этом районе.